# 美体紫胸鱼
美体紫胸鱼（学名：Stethojulis kalosoma）为隆头鱼科紫胸鱼属的鱼类。分布于东非、红海、日本、朝鲜、菲律宾、印度尼西亚、澳大利亚以及中国南海等海域。该物种的模式产地在安汶岛、..。